# Blindenvoetbal op de Paralympische Zomerspelen 2012
Blindenvoetbal was een van de 20 sporten op de XIVe Paralympische Zomerspelen die in 2012 in  Londen (Verenigd Koninkrijk) werden gehouden. De Braziliaanse ploeg won het goud.

## Competitie
Mannen: acht gekwalificeerde landen worden in twee groepen van vier teams gedeeld.

## Mannen

### Groepsfase

#### Groep A
| Land      | Land      | Uitslag |
| --------- | --------- | ------- |
| Brazilië  | Frankrijk | 0 - 0   |
| Brazilië  | Turkije   | 4 - 0   |
| Turkije   | Brazilië  | 0 - 4   |
| Frankrijk | China     | 0 - 0   |
| Brazilië  | China     | 1 - 0   |
| Frankrijk | Turkije   | 1 - 0   |

#### Groep B
| Land                | Land                | Uitslag |
| ------------------- | ------------------- | ------- |
| Iran                | Argentinië          | 0 - 2   |
| Verenigd Koninkrijk | Spanje              | 1 - 1   |
| Spanje              | Iran                | 2 - 0   |
| Argentinië          | Verenigd Koninkrijk | 0 - 0   |
| Spanje              | Argentinië          | 0 - 0   |
| Verenigd Koninkrijk | Iran                | 0 - 1   |

### Halve finales
| Land     | Land       | Uitslag |
| -------- | ---------- | ------- |
| Spanje   | Frankrijk  | 0 - 2   |
| Brazilië | Argentinië | 1 - 0   |

### Bronzen finale
| Land   | Land       | Uitslag |
| ------ | ---------- | ------- |
| Spanje | Argentinië | 1 - 0   |

### Finale
| Land      | Land     | Uitslag |
| --------- | -------- | ------- |
| Frankrijk | Brazilië | 0 - 2   |

## Eindrangschikking
| Plaats | Land       |
| ------ | ---------- |
| Goud   | Brazilië   |
| Zilver | Frankrijk  |
| Brons  | Spanje     |
| 4      | Argentinië |

## Medaillespiegel
| Plaats | Land      | NPC    | Goud | Zilver | Brons | Totaal |
| 1      | Brazilië  | BRA    | 1    | 0      | 0     | 1      |
| 2      | Frankrijk | FRA    | 0    | 1      | 0     | 1      |
| 3      | Spanje    | ESP    | 0    | 0      | 1     | 1      |
| Totaal | Totaal    | Totaal | 1    | 1      | 1     | 3      |

Atletiek · Bankdrukken · Basketbal · Blindenvoetbal · Boogschieten · Boccia · CP-voetbal · Goalball · Judo · Paardensport · Roeien · Rugby · Schermen · Schietsport · Tafeltennis · Tennis · Volleybal · Wielersport · Zeilen · Zwemmen
Athene 2004 ·
Peking 2008 ·
Londen 2012 ·
Rio de Janeiro 2016 ·
Tokio 2020 ·
Parijs 2024 ·
Los Angeles 2028 ·